# 中根 (目黒区)
中根（なかね）は、東京都目黒区の地名。現行行政地名は中根一丁目および中根二丁目。住居表示実施済区域。

## 地理
目黒区の南西部に位置する。北部は目黒通りに接し、これを境に柿の木坂・八雲にそれぞれ接する。東部は平町に接する。南部は自由が丘・緑が丘にそれぞれ接する。西部は八雲と接する。東辺には呑川本流緑道が引かれている。また、町域内を自由通りと中根小通りとが縦断している。北東部にある都立大学駅付近には商店なども見られるが、他は主に住宅地として利用される。

### 地価
住宅地の地価は、2025年（令和7年）1月1日の公示地価によれば、中根2-7-3の地点で120万円/m2となっている。

## 世帯数と人口
2025年（令和7年）3月1日現在（目黒区発表）の世帯数と人口は以下の通りである。
| 丁目       | 世帯数    | 人口    |
| ---------- | --------- | ------- |
| 中根一丁目 | 1,953世帯 | 3,392人 |
| 中根二丁目 | 2,417世帯 | 3,861人 |
| 計         | 4,370世帯 | 7,253人 |

### 人口の変遷
国勢調査による人口の推移。
| 年                 | 人口  |
| ------------------ | ----- |
| 1995年（平成7年）  | 5,876 |
| 2000年（平成12年） | 6,046 |
| 2005年（平成17年） | 6,562 |
| 2010年（平成22年） | 6,634 |
| 2015年（平成27年） | 6,667 |
| 2020年（令和2年）  | 7,352 |

### 世帯数の変遷
国勢調査による世帯数の推移。
| 年                 | 世帯数 |
| ------------------ | ------ |
| 1995年（平成7年）  | 2,864  |
| 2000年（平成12年） | 3,221  |
| 2005年（平成17年） | 3,573  |
| 2010年（平成22年） | 3,505  |
| 2015年（平成27年） | 3,716  |
| 2020年（令和2年）  | 4,208  |

## 学区
区立小・中学校に通う場合、学区は以下の通りとなる（2025年4月現在）。
| 丁目       | 番地     | 小学校             | 中学校               |
| ---------- | -------- | ------------------ | -------------------- |
| 中根一丁目 | 1〜22番  | 目黒区立八雲小学校 | 目黒区立第十中学校   |
| 中根一丁目 | 23〜25番 | 目黒区立宮前小学校 | 目黒区立第十中学校   |
| 中根二丁目 | 全域     | 目黒区立中根小学校 | 目黒区立目黒西中学校 |

## 交通

### 鉄道
北東部に東急東横線・都立大学駅が置かれている。

### バス
都立大学駅周辺の目黒通りなどを走る東急バスの路線バスも利用されている。
都立大学駅前を南北に通る中根小通り（目黒区道）には東京医療センターと多摩川駅を結ぶ路線が通るほか、目黒通り上では東は目黒駅や東京駅へ、西は等々力駅や二子玉川駅、北は三軒茶屋や渋谷駅、桜新町駅、成城学園前駅、南は田園調布駅などへ路線が伸びており、バス路線の利便性が高い地域でもある。

## 経済

### 事業所
2021年（令和3年）現在の経済センサス調査による事業所数と従業員数は以下の通りである。
| 丁目       | 事業所数  | 従業員数 |
| ---------- | --------- | -------- |
| 中根一丁目 | 193事業所 | 1,942人  |
| 中根二丁目 | 157事業所 | 1,305人  |
| 計         | 350事業所 | 3,247人  |

#### 事業者数の変遷
経済センサスによる事業所数の推移。
| 年                 | 事業者数 |
| ------------------ | -------- |
| 2016年（平成28年） | 298      |
| 2021年（令和3年）  | 350      |

#### 従業員数の変遷
経済センサスによる従業員数の推移。
| 年                 | 従業員数 |
| ------------------ | -------- |
| 2016年（平成28年） | 2,891    |
| 2021年（令和3年）  | 3,247    |

### 産業
- 五光製作所
- 牧野フライス製作所
- 東京ダイヤモンド工具製作所

## 施設
- 目黒区立中根公園
- 立源寺

## その他

### 日本郵便
- 郵便番号 : 152-0031[3]（集配局 : 目黒郵便局[15]）。